# Pyaar Ke Side Effects
Pyaar Ke Side Effects – bollywoodzka komedia romantyczna z 2006 roku wyreżyserowana przez debiutanta Saketa Chaudhary, scenarzystę filmu Aśoka Wielki. Reżyser jest też autorem scenariusza do filmu. W rolach głównych Rahul Bose i Mallika Sherawat. Inspiracją dla filmu była książka Mike’a Gayle’a "Mr. Commitment". Tematem filmu jest więź między mężczyzną a kobietą, więź, która zdaniem kobiety dojrzała do małżeństwa. W centrum filmu stoi strach mężczyzn przed stałym związkiem, przed małżeństwem i ojcostwem, a także dorastanie do odpowiedzialności za związanie się z kimś na zawsze, za stworzenie rodziny.

## Fabuła
Siddharth (Rahul Bose) to porzucony kiedyś w dzieciństwie przez ojca wieczny chłopiec. Zarabia marnie pracując w Mumbaju jako DJ na dyskotekach. Wraz z kumplem Nanoo (Ranvir Shorey), z którym razem mieszka, zapewnia oprawę muzyczną na weselach. Podczas jednej z takich prac na weselu w Delhi jest świadkiem ucieczki panny młodej. Spotyka ją potem przypadkiem w Mumbaju. Trisha (Mallika Sherawat) wchodzi w jego życie nadając mu swoją miłością sens. Sytuacja zmienia się, gdy po trzech latach cieszenia się sobą, Trisha przerywa mu nagle oglądanie meczu krykieta proponując... małżeństwo...

## Obsada
- Rahul Bose – Sid (Siddharth Bose)
- Mallika Sherawat – Trisha Mallick
- Ranvir Shorey – Nanoo (Narayanan Iyer)
- Sophiya Chaudhary – Tanya (Baby Girl Vol.3)
- Suchitra Pillai-Malik – Anjali (Dracula)
- Sharat Saxena – major Gen. Veera Bhadra Mallick
- Taraana Raja – Shalini
- Aamir Bashir – Kapil
- Jas Arora – Vivek Chaddha
- Sapna Bhavnani – Nina